# 貉族
貉，又作貊，也被寫為發或亳，古稱蠻貉、胡貉、夷貊、貊種、貊人，也被稱為貉族、貊族、濊貊族等，古代族群，曾活動於今中華人民共和國內蒙古、陝西省、山西省、河北省、河南省、山東省、東北以至朝鮮半島、堪察加半島等廣泛區域。有多個分支部落，有九貉的說法。其文字記錄起源於西周，由西周記錄顯示，其活動區域在西河之地。其文明水準接近於周人，已經出現國家組織。至春秋戰國時代，主要活動於秦國、晉國與燕國以北地區。其記錄直到漢朝時尚有，在漢朝時，主要活動於今中華人民共和國東北地區一帶，濊貊與高句麗在當時被認為是貉人的一個分支。
在傳統分類上，貉人被分類為北狄或東夷。

## 名稱
貉，古漢語讀音為百，所以又寫為貊，或貃等。因為讀音相近，在西周金文中被寫為亳、蒲、發等的單字，也被古文字學者認為與貊通用。貉之中區分為多個不同部落，有九貉或四貉的說法。
在漢語中，貉原為一種野獸的名字，類似於狐狸。孔子認為，這群人被稱為貉，是代表醜惡、厭惡的意思。周人視他們為蠻夷外族，有蠻貊、醜貉等不同稱呼，大半帶有貶義。至戰國時，經常與胡人並稱為胡貉。

## 概論
貉的記錄起源於西周，在《詩經》記載中，周朝與貉人間曾發生戰爭，部份貉人成為周朝的附庸。根據《周禮》，周王身邊有稱為貉隸的王室奴隸，由秋官司寇統管，除了擔任王宮侍衛之外，也負責為周王馴養野獸。貉族受到玁狁勢力影響，向東發展。在分封韓國時，韓侯受周王命，統領貉人。由《墨子》記載，貉居住的西河地區與燕國及代國相近。據《管子》說法，為支援晉國，齊桓公曾經擊敗貉人。晉文公也曾與貉人戰爭。
中華民國學者呂思勉主張先秦時期的貉族曾於西河（今中華人民共和國陝西省至山西省一帶）附近活動的記錄，地域與周人領土接近。中華人民共和國學者林澐認為，貉族是不同於華夏族的先秦古族。據西周貉器銘文，林澐認為西周時的貉國，與周王室來往密切，其領土應在今河南省南陽市附近。
貉族曾有被歸類為北狄的說法，在春秋戰國時，秦國、趙國與燕國的北方，都有貉族活動，與胡人並稱為胡貉。據《竹書紀年》，趙王曾下令趙國官吏及軍隊改穿貉服。顧頡剛認為，貉人原居住在并州與代國附近，之後向北方及東方遷徙，形成濊貊。中華人民共和國學者孫進己認為貉族原本就居住在中國西北及東北的廣大地區，並不是到春秋戰國才遷往東北。學者吳榮曾認為貉族居住在河北省北部，至遼寧省、內蒙古東部，一直到山西、陝西的西北區域。日本學者和田清認為，貉族屬於通古斯系，原為森林居民，最早可能生活在熱河至東北地區一帶，順著森林南下至中原。在河南一帶的漢族，先接觸到居住在山西省山地的狄人，之後再接觸到貉族。隨著漢族農業居民與蒙古游牧民族的擴張，貉族遭受雙重壓迫，可能部份被同化為漢人或匈奴人，剩下的族群則向滿洲退縮。
在書面記錄中，貉族曾經也被歸類為東夷之一。中華民國學者芮逸夫認為直到東周為止，尚有貉人在今山東省活動。
據鄭玄注，貉隸由周人對東北夷發起戰爭的俘虜中選出，其餘被俘貉族則成為一般奴隸。據《左傳》，在周武王建立周朝時，周人北方邊境為「肅慎燕亳」。根據對陈璋方壶銘文的研究，林澐認為，燕亳即燕貊。在周朝建立時，貊族的活動範圍及於周朝北境，臨近肅慎及燕國附近，即今中華人民共和國的東北地區。在楚漢相爭時，曾有北貉與燕國騎兵來支援漢高祖滅楚。《漢書》王莽傳中，在遼西及高句驪發生叛亂，被認定是貉人犯邊。由《後漢書》記載，高句麗也被稱為貊，濊貊及三韓皆被視為是貊人的一支。曹魏毌丘儉征討遼東、高句麗等地，也曾遭遇貊人。

## 國家組織
在先秦文獻記錄中，貉被認為已成立國家。《山海經》中曾提過貊國，孔子也曾說過「蠻貉之邦」。孟子將「二十取一」的輕稅，稱為貉道。孟子認為，貊人之國已有稅徵，但還沒有出現封建貴族，沒有漢族的宗廟、祭祀等应有的礼仪制度，沒有各級官員，也尚未建立城池。《說文解字》中也提到貊國。

## 文化與經濟活動
荀子曾認為貉人文化習俗與中原漢族不同。貉人服飾與漢族不同，稱為貉服。吳榮曾認為趙武靈王在趙國進行的胡服騎射，主要是向貉族學習。
其居住地區，有魚及猛獸。據《孟子》記載，貉人可能會種植黍，拿來作為稅捐。《戰國策》記載，貉人會蓄養馬，為秦國與趙國取得馬匹的來源之一。
在東漢時，貊人燒烤肉類方式傳入中國，稱為貊炙，他們盛裝食物的器皿，稱貉槃。
東北貊族的弓箭，稱為貊弓。

## 分支

### 休溷諸貉
在趙襄子時，晉國領土曾擴張到林胡之地，臨接休溷諸貉。
休溷之貉的居住區域，在文獻中沒有明確記載。錢穆認為應在黃河上游，積石一帶。

### 北貊
《漢書》中的北貊或指濊貊，為在北方的另一個貊人國家。

### 穢貊
郭沫若主張穢貊為貊族。

## 貉國爭議
在《詩經》中曾提到貊國。《山海經》記載貊國居於漢水，被燕國消滅。清朝吳承志認為，漢水指的是東北的遼河。清朝學者認為應是指扶餘或是高麗。
顧頡剛根據《詩經》等記錄，認為貊國應位於今山西省北部。
容庚《商周彝器通考》一書中收有貉器銘文，內容為貉國國君貉子，在呂地受周王封賞，賜與三隻鹿。《左傳》有姜姓呂國，楊伯峻《左傳註》考證在今河南省南陽市附近，在其西南有漢水。由此，中華人民共和國學者林沄認為在西周時，貉器及《山海經》中提到的貉國，其領土應位於河南省南陽市附近。

## 卑耳之貉爭議
《管子》記載，齊桓公西征時，越過太行山，曾由卑耳之貉協助征討秦國。卑耳之貉可能居住在卑耳山（今中華人民共和國山西省平陸縣西北）。
同一段記載在《史記》寫為「卑耳之谿」。呂思勉認為《管子》「卑耳之貉」實為「卑耳之谿」，林澐認為，卑耳之貉的貉字，應為刜字錯入，不是族群名稱。

## 現代研究
中華民國學者梁啟超最早將貉族當成單一族群來討論，他提出中華民族是由多民族形成，貉族為其中一支。山戎為貉族的一支，後成為東胡族。隨後顧頡剛、呂思勉、蒙文通等學者接續，開啟對於貉族的現代研究。
中華民國學者蒙文通認為，戰國時的胡人，即為貉人。同屬貉族的林胡與東胡，名稱中皆有胡，因此出現胡人名稱。
中華人民共和國學者李德山認為，貉族為蒙古族先祖，蒙古的名稱從貉轉音而成。室韋與靺鞨皆為貉族後裔。學者孫進己主張貉族與濊貊應屬於蒙古語族，與室韋、東胡等同源。
中華人民共和國考古學者孫建新等人，認為在遼西與遼河平原挖掘出的東亞青銅文化，及青銅短劍等文物，為貉族所創造。
北韓與南韓學者，認為貉族為朝鮮族先祖之一。